# Franz Joseph Haydn
Franz Joseph Haydn (Rohrau, 31 marzo 1732 – Vienna, 31 maggio 1809) è stato un compositore austriaco.
Egli è considerato tra i maggiori esponenti del classicismo viennese. Spesso indicato come il padre della sinfonia e del quartetto d'archi, la sua musica è stata definita di «serena compostezza, sensibile agli accenti popolari e a quelli di corte, profondamente colta e pur semplice e naturale nell'apparenza».
Trascorse la maggior parte della sua lunga carriera nell'Impero Asburgico, come maestro di cappella presso la famiglia ungherese di Esterházy. La sua vastissima produzione comprende, 104 sinfonie, 47 divertimenti, 68 quartetti per archi, più di 50 concerti per diversi strumenti e orchestra e 52 sonate per tastiera.
Haydn è stato amico personale, nonché mentore, di Wolfgang Amadeus Mozart ed anche l'insegnante di musica di Ludwig van Beethoven.

## Biografia

### Infanzia

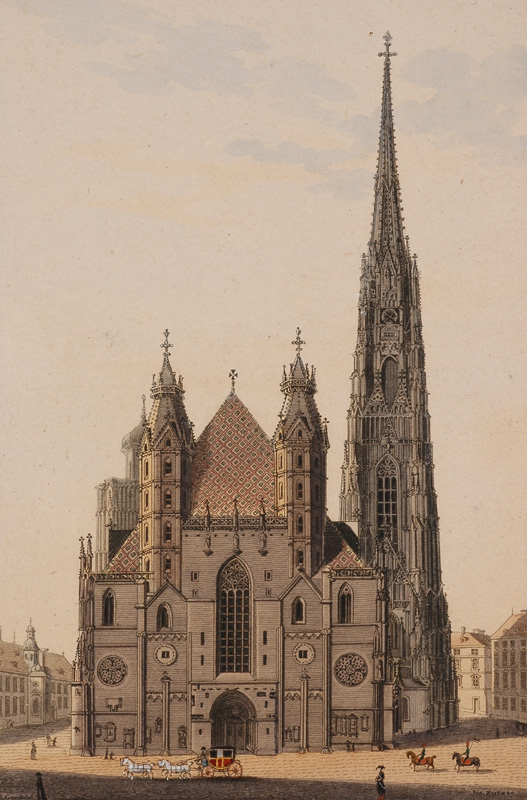
La Cattedrale di Santo Stefano a Vienna

Era figlio di Maria Koller e Matthias Haydn, un umile carradore, e proveniva da una famiglia molto numerosa, della quale sopravvissero soltanto il padre e sei dei suoi figli, il maggiore si chiamava Joseph. Il padre di Haydn nelle ore di svago si dilettava a cantare accompagnandosi con l'arpa, strumento che aveva imparato a suonare da un amico mugnaio, e il piccolo Franz Joseph si appassionava sempre più a seguire l'esempio paterno. Le capacità musicali del piccolo Franz furono presto riconosciute e nel 1738 gli venne data la possibilità di studiare a Hainburg an der Donau, dove a sei anni imparò a suonare il clavicembalo e il violino, e cominciò a cantare le parti soliste di soprano nel coro della chiesa. Per la composizione non ebbe mai insegnanti regolari che lo formarono, studiò interamente da autodidatta, come egli stesso dichiarò molti anni più tardi: «Ho più udito che studiato».

### Giovinezza

firma in italiano, "di me giuseppe Haydn".

Nel 1749 Haydn dovette abbandonare, dopo la muta della voce, il coro della cattedrale. Rimase a Vienna, ma iniziò per lui un periodo difficile, di grandi ristrettezze economiche che, secondo i suoi primi biografi, seppe però affrontare con ottimismo. Iniziò a mettere a frutto le sue capacità musicali suonando a pagamento in feste e serenate, dando alcune lezioni, scrivendo le sue prime composizioni sia nel genere sacro sia in quello della musica strumentale "di consumo" (serenate, minuetti).
Haydn cercava anche, in tutti i modi, di ampliare le sue basi teoriche e pratiche. Fu fondamentale in proposito la conoscenza del vecchio e illustre compositore napoletano Nicola Porpora, avvenuta a Vienna quando Porpora era in visita alla città, che lo prese al proprio servizio come accompagnatore al clavicembalo (Porpora dava lezioni di canto) e come "valletto" in cambio di lezioni gratuite. In alcune note autobiografiche del 1776, Haydn scrive: «non componevo in modo corretto fino a che non ebbi la fortuna di apprendere i principi fondamentali della composizione dal signor Nicola Porpora, che era allora a Vienna». La figura del burbero Porpora riaffiora in un ricordo riportato da Greisinger: «Non mancavano certo gli "asino", "birbante", o le gomitate nelle reni, ma non me la prendevo, perché da Porpora appresi molto di canto, di composizione e di italiano».
Un altro aspetto sul quale portano l'attenzione i primi biografi è lo strenuo lavoro autodidattico: fra i testi che studiò successivamente, Haydn tenne in grandissima considerazione il Versuch über die wahre Art das Clavier zu spielen, di Carl Philipp Emanuel Bach, il cui primo volume era apparso nel 1753. Di Emanuel Bach conobbe ben presto anche le prime sei sonate per cembalo, che imparò ad eseguire e soprattutto prese a modello – come altre successive opere di quell'autore – dal punto di vista compositivo. Studiò, inoltre, il Gradus ad Parnassum di Johann Joseph Fux e Der vollkommene Kapellmeister di Johann Mattheson.
Con il progresso delle sue capacità compositive, Haydn affronta la composizione di un Singspiel. Der krumme Teufel fu data alle scene nel 1753 al Teatro di Porta Carinzia di Vienna, ma non ebbe molte repliche perché gli eccessivi contenuti satirici contro personaggi noti fecero sì che le autorità ne ordinassero il ritiro. La musica di questa prima prova teatrale haydniana è andata perduta.
Agli stessi anni risalgono alcune composizioni strumentali significative, anche se è da ritenere poco fondata la notizia che i primi quartetti (conosciuti come op. 1) fossero stati composti all'età di diciott'anni (1750). Tale data va spostata di almeno sette anni più avanti. In ogni modo, la fama del giovane musicista andava gradualmente accrescendosi e poté ottenere la protezione di alcune famiglie aristocratiche, che all'epoca era decisiva per la carriera di un compositore. La contessa Thun, dopo aver conosciuto una delle sue composizioni, lo ingaggiò come insegnante di canto e di cembalo. Più tardi il barone Carl Joseph Fürnberg lo raccomandò al conte Karl von Morzin, che nel 1757 gli diede il primo impiego a tempo pieno.

### Kapellmeister

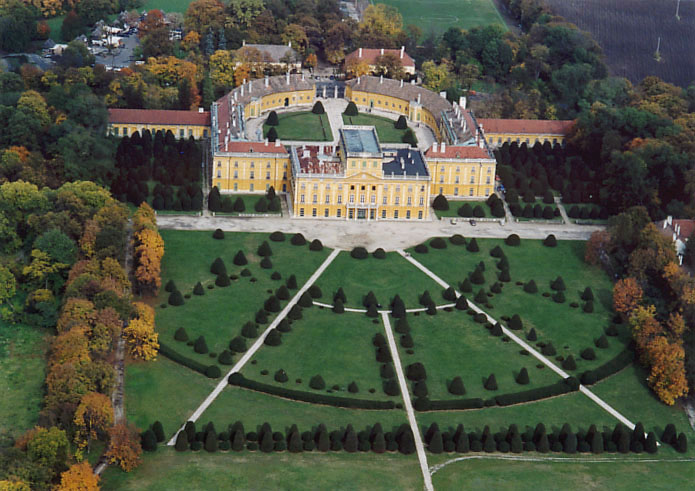
Veduta del Castello di Eszterháza

L'incarico di Haydn, presso il conte Morzin, era quello di maestro di cappella. In questa veste, diresse la piccola orchestra del conte, per la quale scrisse le sue prime sinfonie.
Nel 1760, con la sicurezza che gli derivava da un lavoro fisso, Haydn si sposò con Maria Anna Theresia Keller (1730–1800), della cui sorella Therese era stato precedentemente innamorato. Le sorelle Keller erano figlie di un parrucchiere viennese presso il quale Haydn aveva abitato per un breve periodo. Therese, alla quale Joseph aveva dato lezioni di cembalo e di canto, divenne monaca. Il matrimonio di Haydn con Maria Anna non fu felice, anche se non si arriverà mai a una vera rottura, ci furono anche reciproche infedeltà. La coppia non ebbe figli; alcune indiscrezioni fanno pensare che Haydn in seguito ne abbia avuto almeno uno (Anton Alois Polzelli) dalla sua amante Luigia Polzelli nata Moreschi, cantante e moglie di un violinista, che conoscerà alla corte degli Esterházy.
A causa di improvvise ristrettezze finanziarie del conte Morzin, Haydn venne licenziato ma trovò subito, dal 1º maggio 1761, una nuova sistemazione come vice Kapellmeister alla Corte dei principi Esterházy ad Eisenstadt, una delle famiglie più ricche e importanti dell'Impero asburgico. Alla morte nel 1766 del maestro di cappella Gregor Werner, Haydn gli succedette, seguendo gli Esterházy nelle loro varie residenze. Tra le sue mansioni: scrivere nuove composizioni, dirigere l'orchestra di corte, suonare musica da camera per e con i suoi protettori e allestire rappresentazioni liriche. In ogni caso, nonostante l'impegno notevole, Haydn si considerava fortunato, dato che i principi Paul Anton e Nikolaus I erano raffinati intenditori di musica, che apprezzavano il suo lavoro e gli mettevano a disposizione tutto ciò di cui aveva bisogno.
Durante i quasi trent'anni passati al servizio della famiglia, Haydn compose una mole impressionante di opere, e andò via via affinando il proprio stile. La sua popolarità andava crescendo di conseguenza, e, gradualmente, cominciò a scrivere anche indipendentemente dall'ambiente di corte. Numerose opere di questo periodo (tra cui le sinfonie dalla n. 82 alla n. 87) furono infatti scritte su commissioni esterne.
Attorno al 1781, Haydn strinse amicizia con Wolfgang Amadeus Mozart. Quest'ultimo, ancora giovane, era stato molto influenzato dal collega più anziano, e gli dedicò una serie di quartetti d'archi, pratica molto insolita in un'epoca in cui i dedicatari erano solitamente aristocratici. Si possono ricercare anche radici massoniche nell'amicizia fra i due musicisti, che erano infatti membri della stessa loggia massonica.
Nel 1789 iniziò una relazione platonica ma assai intensa con Maria Anna von Genzinger, moglie del medico personale del principe Nikolaus I Esterházy. La morte prematura di questa, quattro anni dopo, fu un duro colpo per Haydn: se ne può forse sentire un'eco nelle Variazioni in fa minore per pianoforte (Hob XVII:6), insolitamente drammatiche.

### Londra

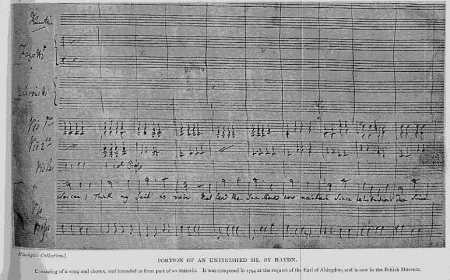
Partitura manoscritta di Haydn, conservata al British Museum

Nel 1790, alla morte del principe Nicola I Esterházy, il figlio Antonio licenziò l'orchestra ma assicurò a Haydn una pensione. Il compositore, ormai non più giovane, si trovò così libero di accettare un'offerta economicamente vantaggiosa, fattagli dall'impresario Johann Peter Salomon: libero dagli impegni di corte, viaggiare in Inghilterra e dirigere sinfonie con una grande orchestra.
La musica di Haydn era già conosciuta dal pubblico inglese: la capitale aveva un'intensa vita musicale e un mercato editoriale aggiornato e dinamico, ma i due soggiorni inglesi del compositore (1791-1792 e 1794-1795) si tradussero in un successo superiore ad ogni aspettativa. Il pubblico accorreva entusiasta ai suoi concerti. Haydn poté ottenere introiti consistenti, ma anche numerose amicizie, conoscenze e occasioni di vita mondana. Nel 1791 riceve dall'Università di Oxford il dottorato onorario in musica.
A questo periodo risalgono alcune fra le opere più note di Haydn, anzitutto il suo ultimo gruppo di sinfonie, dette "Londinesi", dalla n. 93 alla 104, i sei quartetti op. 71 e 74, diverse sonate per pianoforte e un significativo gruppo di trii con pianoforte. In particolare nel 1794 avvengono le prime assolute, con successo, della Sinfonia n. 99 in mi bemolle maggiore e della Sinfonia n. 100 Military in sol maggiore nelle Hanover Square Rooms di Londra.
Il periodo londinese, inoltre, mise Haydn a confronto con la permanenza, all'interno della cultura musicale d'oltremanica, del modello esemplare degli oratori di Händel. Da ciò nacque l'ispirazione che - dopo il ritorno a Vienna - lo porterà alla composizione dei due grandi oratori La Creazione (1798) e Le stagioni (1801). I due oratori, inoltre, sono debitori della cultura britannica anche per quel che riguarda il testo. Il libretto del primo, che esiste in versione inglese e nella traduzione tedesca che ne fece il Barone olandese Gottfried van Swieten, è ispirato al grande modello della poesia di ispirazione biblica fornito dal Paradiso perduto di John Milton, quello del secondo (solo in tedesco) è invece imitato dal poema The Seasons dello scozzese James Thomson.
L'unico passo falso nell'avventura londinese fu un'opera, L'anima del filosofo, per la quale a Haydn fu pagata un'ingente cifra di denaro. Fu cantata solo un'aria e ne furono pubblicati 11 numeri. L'intera opera non fu rappresentata fino al 1950.

### Ritorno a Vienna
Alla fine del settecento, tornò a Vienna, dove si fece costruire una grande casa e si dedicò alla composizione di grandi opere sacre per coro e orchestra: tra queste i già citati oratori La Creazione e Le stagioni, e sei messe per la famiglia Esterházy, che nel frattempo aveva ritrovato l'interesse per la musica. In questo periodo, Haydn scrisse anche gli ultimi nove quartetti per archi. E a dispetto della non più giovane età, esclamò in una lettera "quanto rimane ancora da fare in questa arte meravigliosa!". Nel 1797 avvenne la prima assoluta dell'inno popolare Kaiserhymne al Burgtheater di Vienna e nel 1799 è nominato membro a Stoccolma dell'Accademia reale svedese di musica.
Nel 1802 una malattia di cui soffriva da tempo si acuì improvvisamente: al dolore fisico si aggiungeva l'impossibilità di dedicarsi al lavoro di composizione, nonostante la creatività fosse sempre tumultuosa. Nel 1804 avviene la prima di Armida al Teatro Regio di Torino. Durante gli ultimi anni, fu assistito con cura dai suoi servitori, e ricevette abitualmente numerose visite e pubblici riconoscimenti. 
Morì nel 1809, durante l'occupazione di Vienna da parte delle armate napoleoniche. Secondo la tradizione, le sue ultime parole furono pronunciate per tranquillizzare i suoi servitori durante il bombardamento su Vienna delle forze francesi. Napoleone mandò un picchetto d'onore a presenziare alle esequie. Il suo cadavere venne privato della testa, al quale essa fu ricongiunta solo nel 1952.

## L'uomo Haydn

### Aspetto e carattere
Joseph Haydn, secondo le testimonianze dei contemporanei, fu un uomo gioviale e ottimista: se ne può avere riscontro nel sense of humour che anima le sue opere e che spesso si esprime in scherzi e sorprese musicali.
Alla corte degli Eszterházy era particolarmente rispettato, e creò un clima di lavoro estremamente disteso, contribuendo anche a difendere gli interessi economici dei colleghi. La caccia e la pesca erano i suoi passatempi preferiti. 
I dipinti che lo ritraggono sono abbastanza discordi tra loro, e l'unica fonte affidabile per avere un'idea dei suoi tratti somatici è la maschera mortuaria in cera conservata nella sua casa-museo di Vienna. Le informazioni certe sul suo aspetto sono poche: basso di statura (probabilmente per la malnutrizione), divenne calvo in età adulta, e portava in viso i segni del vaiolo.

### Religione
Fervente e devoto cattolico, usava vergare Laus Deo o espressioni simili alla fine dei manoscritti, e si dedicava alla preghiera quando le idee musicali stentavano a prendere forma sulla carta.
Nei momenti di difficoltà nella composizione, Haydn era solito recitare il rosario.

## Musica
Haydn è stato spesso onorato del titolo di "padre" della sinfonia e del quartetto d'archi; sebbene l'appellativo sia giustificato solo in parte, poiché esistono precedenti e paralleli importanti sia in Italia sia in Austria e Germania, è indubbio che la produzione haydniana contribuì enormemente a riscattare questi generi strumentali dalla subalternità rispetto alla musica vocale, e a dar loro una forma ampia, duttile e complessa.
Tramite questi due generi principali (a cui occorre aggiungere l'ampio corpus delle sonate per pianoforte e dei trii con pianoforte), Haydn divenne l'autore più conteso dalla vivace editoria musicale del suo tempo ed il punto di riferimento principale dello stile "classico" di fine Settecento.
Lo sviluppo della forma-sonata in un mezzo espressivo flessibile e sofisticato, fino a diventare il soggetto principale del pensiero musicale dell'età classica, deve moltissimo a Haydn, e a quelli che proseguirono direttamente il suo lavoro.
Inoltre, integrò la fuga nello stile classico, e arricchì il rondò con una logica tonale più coerente e organica. Fu anche il primo compositore a usare estensivamente la tecnica della doppia variazione, ovvero una variazione su due temi alternati, spesso in modo maggiore e minore.

### Struttura delle opere
Caratteristica fondamentale delle opere di Haydn è lo sviluppo di strutture ampie e articolate a partire da motivi brevi e relativamente semplici. Le sue composizioni furono così la base dello sviluppo successivo della tonalità e delle varie forme classiche come la sonata e il quartetto.
La pratica compositiva di Haydn ha le sue radici nel contrappunto modale di Johann Joseph Fux, e allo stesso tempo nell'opera di Gluck e C.P.E. Bach. Di quest'ultimo, Haydn scrisse: "senza di lui, non sappiamo niente". Riguardo alla melodia, predilesse melodie scomponibili in parti più piccole, da sottoporre a combinazioni contrappuntistiche: in questo, anticipò in qualche modo l'opera beethoveniana.
L'opera di Haydn è però legata quasi per antonomasia alla definizione della forma sonata. Durante il periodo Classico, la musica era dominata dalla tonalità, e le sezioni delle opere erano contrassegnate da passaggi tonali: Haydn si concentrò nella creazione di soluzioni espressive, argute, drammatiche, per condurre le transizioni più importanti fra le varie sezioni di un pezzo, ritardandole, o facendole avvenire di nascosto, ingannando l'ascoltatore.
La forma sonata, che in seguito venne definita formalmente basandosi proprio sull'opera di Haydn, fu di gran lunga la struttura musicale più importante del XIX secolo. Le sue sezioni sono:
- Introduzione: sezione lenta in tonalità di dominante, non sempre presente, con materiale non direttamente collegato ai temi principali, che evolve rapidamente nella
- Esposizione: presentazione dei temi, con il primo in tonalità di tonica, e il secondo in tonalità di dominante, oppure - ma più di rado - per le composizioni nel modo maggiore, nella relativa minore (è più frequente che la ripresa sia nella relativa maggiore se la composizione è in minore). A differenza dei suoi successori, Haydn scrisse spesso delle esposizioni in cui il secondo tema era identico o molto simile al primo.
- Sviluppo: i temi vengono trasformati, frammentati, trasposti, e combinati con altro materiale. In questa sezione, che è la più dinamica e drammatica, si addensano le modulazioni, ossia i passaggi da una tonalità all'altra, che possono portare lontano dalla tonalità di impianto. In generale, gli sviluppi delle composizioni di Haydn tendevano ad essere più lunghi e articolati di quelli di Mozart. Qualora la sezione non sia presente, si parla di sonatina.
- Ripresa: ritorno alla tonalità originale e ripetizione modificata dell'esposizione: la modifica consiste essenzialmente nel fatto che anche il secondo tema passa alla tonalità di impianto, riducendo così la tensione che ha dato origine alla dinamica della composizione e dando a quest'ultima il senso compiuto di una vicenda, e quasi di una narrazione (beninteso: puramente musicale). Rispetto ai lavori di Mozart e Beethoven, durante la ripresa Haydn invertiva spesso l'ordine dei due temi, ometteva alcuni passaggi dell'esposizione, e introduceva la
- Coda: eventuale sezione aggiuntiva dopo la chiusura della ricapitolazione, con piccoli sviluppi tematici.

La struttura al tempo stesso rigida e vivace della sonata di Haydn ha influenzato moltissimo le opere di Beethoven: quest'ultimo, con la maturità, passò infatti da uno stile piuttosto discorsivo e disorganico nell'esposizione dei temi, alla rinnovata cura per la forma, con l'uso di temi più brevi e flessibili.
Molta della musica di Haydn è stata scritta per allietare un principe e la sua corte, e il suo tono è di conseguenza tendenzialmente spensierato; questa inclinazione rifletteva probabilmente la personalità equilibrata e allegra del compositore. Le opere in modo minore, spesso estremamente serie e profonde, costituiscono delle fortissime eccezioni alla regola. I movimenti veloci delle opere di Haydn sono travolgenti, specialmente nei finali: alcuni esempi si trovano nella sinfonia n. 104 (Londra), nel quartetto op. 50 n. 1, e nel trio con pianoforte Hob XV: 27. Con l'arrivare della maturità, i movimenti lenti delle opere di Haydn acquistarono sempre maggiore profondità e complessità, come si può apprezzare per es. nei quartetti op. 76 n. 3 e 5, nella sinfonia n. 102, e nel trio con pianoforte Hob XV: 23. I minuetti, fortemente ritmati, mantennero sempre un carattere gioviale e popolaresco.

### Evoluzione dello stile
Uno sguardo d'insieme sui quasi cinquant'anni di produzione haydniana mostra un graduale e costante aumento di complessità nella forma e nel linguaggio musicale.
Le opere giovanili di Haydn risalgono ad un periodo di grandi cambiamenti, in cui lo stile compositivo del Barocco, rappresentato da Johann Sebastian Bach e da Händel, era ormai al tramonto. Come è stato già ricordato, tra gli autori di riferimento nella sua formazione ci fu Carl Philipp Emanuel Bach, il più geniale ed innovativo tra i figli di Johann Sebastian.
Questa collocazione storica fa di Haydn uno dei grandi esploratori della musica del suo tempo.
Nel gruppo delle prime sinfonie, di ispirazione almeno in parte tardobarocca, merita una menzione il ciclo delle nn. 6, 7 e 8, dal carattere moderatamente descrittivo, ispirate alle parti della giornata (i titoli francesi sono Le Matin, Le Midi e Le Soir). Composte probabilmente nel 1761, sono ricche di momenti concertanti (interventi solistici), di un'accentuata ricerca timbrica e di una grande varietà di situazioni musicali (notevoli per esempio il recitativo ed il duetto strumentali, su modello operistico, nel tempo lento della n. 7).
Il 17 maggio 1762 avviene la prima assoluta di La marchesa Nespola sul libretto di Nicola I Esterházy, l'11 gennaio 1763 di Acide e Vivan gl'illustri sposi per il matrimonio di Antonio I Esterházy e il 26 luglio 1766 di La canterina su libretto di Karl Friberth nel Castello di Esterháza a Fertőd. Il successivo 11 settembre La canterina ha la prima al Teatro municipale di Brno e il 16 febbraio 1767 a Bratislava.
Tra il 1767 e i primi anni del decennio successivo, Haydn inserì nelle sue opere elementi di maggiore intensità espressiva, soprattutto nei lavori in modo minore: anche se alcuni critici negano la possibile influenza del movimento letterario tedesco, questa fase è stata denominata dello Sturm und Drang.
Alcune opere rilevanti di questo periodo sono le seguenti sinfonie: 
- n. 39 in sol minore, spesso ricordata come modello della "piccola" sinfonia n. 25 K 183 in sol minore di Mozart,
- n. 44 in mi minore (nota col titolo, apocrifo e abbondantemente esagerato, di "Trauer", ossia "luttuosa" o "funebre")
- n. 45 in fa diesis minore (nota come la "Sinfonia degli Addii"),
- n. 49 in fa minore ("La Passione")

Nel 1768 avvengono le prime assolute di Applausus Festkantate nell'Abbazia di Zwettl e di Lo speziale per l'inaugurazione del Teatro da 400 posti nel Castello di Esterháza.
E inoltre la sonata per pianoforte in do minore n. 30 Hob. XVI/20, e i sei quartetti per archi op. 20, risalenti al 1772. 
Nello stesso periodo, il suo interesse verso il contrappunto andò crescendo, con la scrittura delle fughe che chiudono tre dei quartetti op. 20.
Il crescendo espressivo dello Sturm und Drang fu seguito da un ritorno ad un umore più sereno e giocoso. Nel periodo successivo, Haydn non scrisse nessun quartetto per archi, mentre le sinfonie assunsero nuove caratteristiche: l'inserimento di un'introduzione lenta, e la comparsa di timpani e trombe nelle partiture. Questi cambiamenti riflettevano un cambiamento radicale negli impegni professionali del musicista, che si allontanava dalla "musica pura" per avvicinarsi all'opera buffa. Diverse di queste opere (oggi rappresentate assai di rado) contengono delle ouverture che vennero riciclate come movimenti di sinfonia durante tutti gli anni 1770 e che aiutarono Haydn a mantenere una vasta produzione sinfonica in quel decennio di febbrile attività. Il 25 luglio 1770 rappresenta la Sinfonia n. 48 a Kittsee alla presenza di Maria Teresa d'Asburgo-Lorena ed il 16 settembre di Le pescatrici nel Castello di Esterháza. Nel 1771 avviene la prima assoluta dello Stabat mater a Vienna, nel 1772 della Missa Sancti Nicolai per l'onomastico di Nicola II Esterházy e nel 1773 de L'infedeltà delusa su libretto di Marco Coltellini, adattato da Karl Friberth replicato per la visita di Maria Teresa d'Austria nel Castello di Esterháza. Nel 1775 avvengono le prime assolute de Il ritorno di Tobia su libretto di Giovanni Gastone Boccherini al Teatro di Porta Carinzia e de L'incontro improvviso, nel 1777 di Il mondo della luna e nel 1779 de La vera costanza e L'isola disabitata su libretto di Pietro Metastasio.
Nel 1779, una modifica importante al contratto di Haydn gli diede la possibilità di pubblicare le sue composizioni senza ricevere l'autorizzazione del suo mecenate. Questa circostanza può avere accelerato il ritorno di Haydn verso la "musica pura": il punto di svolta può essere individuato nella pubblicazione dei sei quartetti per archi op. 33, che nella parole di Haydn erano scritti "in un modo completamente nuovo e speciale".
Charles Rosen asserisce che ciò che Haydn dice è assolutamente vero. Egli sottolinea i progressi di Haydn nella tecnica di composizione che appaiono in questi quartetti, progressi che segnano l'avvento, in pieno fulgore, dello stile musicale del periodo classico. Questo stile include vari aspetti: una forma di fraseggio fluida, in cui ogni motivo emerge dal precedente senza interruzione; la pratica di lasciare che il materiale di accompagnamento si evolva in materiale melodico ed un certo "Contrappunto classico", in cui ogni parte strumentale mantiene la sua integrità. Questi aspetti li ritroviamo in molti quartetti che Haydn scrisse dopo l'opera 33.
Nel 1781 avviene la prima assoluta di La fedeltà premiata su libretto di Giovanni Battista Lorenzi, nel 1782 di Orlando Paladino nel Teatro del Castello di Esterháza e la prima di La fedeltà premiata nel Teatro di Porta Carinzia e nel 1784 di Armida nel Teatro del Castello di Esterháza e la prima di Il ritorno di Tobia al Burgtheater di Vienna.
Nel 1790, stimolato dai frequenti viaggi in Inghilterra, Haydn sviluppò ciò che Rosen chiama lo "stile popolare", un tipo di composizione che, con un successo senza precedenti, creava musica con un grande richiamo popolare mantenendo nel contempo una colta e rigorosa struttura musicale. Un elemento importante dello stile popolare era l'uso frequente di materiali folcloristici. Haydn si prese cura di usare questo stile in momenti musicali appropriati, come i finali delle sonate o l'apertura del tema finale. Collocato in questi punti, il materiale folclorico serve come elemento stabilizzatore, aiutando a fissare una struttura più complessa. Lo stile popolare di Haydn si può sentire praticamente in tutto il suo lavoro degli ultimi anni, comprese le dodici Sinfonie londinesi, gli ultimi quartetti, i trii per piano e gli ultimi due oratori.
Il ritorno a Vienna nel 1795 segnò l'ultima svolta nella carriera di Haydn. Anche se il suo stile musicale era di poco cambiato, lo erano invece le sue intenzioni. Mentre era a servizio di qualche aristocratico, o quando era un indaffarato imprenditore, Haydn scriveva velocemente e copiosamente le sue composizioni dovendo rispettare le frequenti scadenze. Da uomo ricco, il compositore godeva del privilegio di prendere tempo e scrivere per i posteri. Questo atteggiamento si riflette nel soggetto de La Creazione (1798) e Le stagioni (1801), che contengono temi importanti quali il significato della vita e dell'umanità e rappresentano un tentativo di rappresentare il sublime in musica. Le nuove intenzioni di Haydn si riflettevano anche nel fatto che impiegava molto più tempo a scrivere le sue opere: entrambi gli oratori furono composti in più di un anno. Haydn affermò di aver impiegato così tanto a scrivere La Creazione perché voleva farne un'opera che durasse nel tempo.
Fa caso a sé una delle maggiori composizioni orchestrali di Haydn, commissionata dal Capitolo della Cattedrale di Cadice per un contesto liturgico (cerimonie del Venerdì Santo): Musica instrumentale sopra le 7 ultime parole del nostro Redentore in croce, o sieno Sette Sonate con un'introduzione ed al fine un terremoto (1786). Della composizione venne poi realizzato un adattamento per quartetto d'archi (1787) e uno in forma di oratorio per soli, coro e orchestra (1796).

### Composizioni
Anche se per alcune opere ci si riferisce ancora ai numeri d'opera (op.), il sistema di catalogazione più completo e diffuso è quello denominato Hob. o Hoboken, dalla classificazione del 1957 realizzata da Anthony van Hoboken.

#### Musica orchestrale

##### Sinfonie
Fra le registrazioni del ciclo completo delle sinfonie spicca l'integrale realizzata da Antal Doráti con la Philharmonia Hungarica per la Decca Records.

##### Concerti
- Concerto per violino n. 1 in do maggiore, per Luigi Tomasini (ante 1769)
- Concerto per violino n. 3 in la maggiore, per Luigi Tomasini (ante 1771)
- Concerto per violino n. 4 in sol maggiore, per Luigi Tomasini (ante 1769)
- Concerto per violoncello n. 1 in do maggiore (1761/65)
- Concerto per violoncello n. 2 in re maggiore (1783)
- Concerto per clavicembalo (o pianoforte) n. 3 in fa maggiore (ante 1767)
- Concerto per clavicembalo (o pianoforte) n. 4 in sol maggiore (ante 1771)
- Concerto per clavicembalo (o pianoforte) n. 11 in re maggiore "all'ungherese" (ante 1784)
- Concerto per corno e orchestra n. 1 in re maggiore (1762)
- Concerto per tromba in mi bemolle maggiore, per Anton Weidinger, inventore della tromba a chiavi (1796)

Nel folto catalogo di Haydn i concerti occupano uno spazio relativamente limitato. In gran parte risalgono al periodo giovanile. Nell'elenco incompleto sopra riportato sono incluse le non molte opere che a tutt'oggi ritornano frequentemente nel repertorio concertistico e discografico.

#### Musica da camera

##### Quartetti per archi
- Sei Quartetti op. 1 (1760/1762)
- Sei Divertimenti (Quartetti) op. 2 (1763/1765)
- Sei Divertimenti (Quartetti) op. 9 (1769)
- Sei Divertimenti (Quartetti) op. 17 (1771)
- Sei Divertimenti (Quartetti) op. 20 (Quartetti del Sole, 1772)
- Sei Quartetti op. 33 (Quartetti Russi, detti anche Gli Scherzi, perché in essi il minuetto viene sostituito con uno scherzo) (1781)
- Quartetto in re min op. 42 (1785)
- Sei Quartetti op. 50 (Quartetti Prussiani, 1787)
- Musica instrumentale sopra le 7 ultime parole del nostro Redentore in croce, o sieno Sette Sonate con un'introduzione ed al fine un terremoto, ridotte in quartetti, op. 51 (1787, riduzione della versione orchestrale del 1786)
- Tre Quartetti op. 54 - Tre Quartetti op. 55 (Quartetti Tost I e II, 1788)
- Sei Quartetti op. 64 (Quartetti Tost III, 1790)
- Tre Quartetti op. 71 - Tre Quartetti op. 74 (Quartetti Apponyi, 1793)
- Sei Quartetti op. 76 (Quartetti Erdödy, in sol maggiore 1797, Teatro del Castello di Esterháza a Fertőd)
- Due Quartetti op. 77 (Quartetti Lobkowitz, 1799)
- Quartetto incompiuto op. 103, solo II e III mov. (1803)

##### Altra musica da camera
Oltre ai quartetti, Haydn compose molta altra musica da camera, fra cui numerosi Trii, sia per strumento a tastiera (pianoforte o clavicembalo) e archi che per viola di bordone ed archi:
- Trii (Klaviertrios) per violino, violoncello e pianoforte (o clavicembalo). In numero di quarantuno, i primi sono anteriori al 1760, un gruppo importante venne composto tra il 1784 ed il 1790, gli ultimi risalgono agli anni 1792/1796. I Klaviertrios accompagnano alcuni importanti momenti dell'evoluzione dello stile di Haydn e, nel complesso della sua produzione cameristica, sono inferiori per importanza solo ai quartetti.[15] Pur nel loro grande valore musicale, i trii haydniani sono più affini al genere Sonata per violino e pianoforte che non a quello del Klaviertrio ottocentesco, poiché la parte del violoncello è sempre scarsamente autonoma, limitandosi per lo più a raddoppiare il basso eseguito sulla tastiera. Tra le edizioni discografiche integrali è rimasta classica quella del Beaux Arts Trio, per la Philips Classics Records, che non si avvale, però, di strumenti d'epoca;
- Trii per viola di bordone, viola e violoncello. In numero di centoventisei, vennero composti negli anni 1765/1778, ad uso del principe Esterázy, che amava la viola di bordone, uno strumento ad arco in parte simile alla viola da gamba, con doppia fila di corde. Meno impegnativi sul piano compositivo dei Klaviertrios, i trii con viola di bordone vennero stampati, durante la vita di Haydn, solo in piccola parte. Rimangono ancora assai poco conosciuti dal grande pubblico e poco frequentati nelle sale da concerto e nella discografia.

Fra i gruppi minori di composizioni per piccoli complessi di strumenti ricordiamo (senza la pretesa di esaurire l'elenco):
- circa venti tra divertimenti e cassazioni (composizioni da eseguire all'aperto) per gruppi di strumenti a fiato o misti di fiati e archi, composti in età giovanile (prima del 1765);
- una curiosità è costituita dagli otto Notturni per lira organizzata e altri strumenti, composti fra il 1788 ed il 1790 su richiesta di Ferdinando IV di Napoli. La lira organizzata[16] era uno strumento derivato dall'organetto a manovella della tradizione popolare ed era fornita di un sistema di canne e corde. Le tonalità in cui era possibile impostare i brani erano poche, per cui la composizione incontrava degli stretti limiti. Oltre ai notturni, Haydn compose per lira organizzata anche cinque concerti (1786/87); in due di essi sono anticipati tre movimenti che verranno ripresi nelle sinfonie nn. 89 e 100;
- merita una menzione particolare per eleganza e ricchezza espressiva il gruppo di quattro trii per due flauti e violoncello composti nel 1794/95, e detti perciò Trii Londinesi (Hob. IV:1-4). A questi si aggiungono, per affinità di destinazione e per spirito, i Divertimenti per violino, flauto e violoncello del 1784 (Hob. IV:6-11).

##### Sonate
Haydn scrisse 52 sonate per pianoforte. Molte di esse, soprattutto le prime, sono di durata inferiore ai quindici minuti.

#### Musica vocale

##### Messe
- Missa brevis n. 1 in Fa Magg (1750)
- Messa n. 2 in re min Sunt bona mixta malis per coro a cappella (c/a 1768)
- Messa n. 3 in Sol Magg (forse da identificare con la perduta Missa "Rorate caeli desuper")
- Messa n. 4 in Sol Magg (Missa in honorem BMV) "Grosse Orgelmesse" c/a (1768)
- Messa n. 5 in Do Magg (Missa Cellensis in honorem BMV), "Cäcilienmesse", (1766)
- Messa n. 6 in Sol Magg (Missa Sancti Nicolai) "Nikolai-Messe" (1772)
- Messa n. 7 in Sib Magg (Missa brevis Sancti Johannis de Deo) "Kleine Orgelmesse" (1775)
- Messa n. 8 in Do Magg (Missa Cellensis) "Mariazeller Messe" (1782)
- Messa n. 9 in Do Magg (Missa in Tempore Belli) "Paukenmesse" (1796, Vienna)
- Messa n. 10 in Sib Magg (Missa Sancti Bernardi von Offida) "Heiligmesse" (1796, Castello di Esterháza a Fertőd)
- Messa n. 11 in re min (Missa in angustiis) "Nelsonmesse" (1798, Cattedrale di Eisenstadt)
- Messa n. 12 in Sib Magg "Theresienmesse" (1799, Cattedrale di Eisenstadt)
- Messa n. 13 in Sib Magg "Schöpfungsmesse" (1801, Castello di Esterháza a Fertőd)
- Messa n. 14 in Sib Magg "Harmoniemesse" (1802, Castello di Esterháza a Fertőd)

##### Altra musica sacra
- Salve Regina in Mi Magg (1756)
- Ave Regina in La Magg (1750/9)
- Te Deum in Do Magg (Hob. XXIIc:1 c/a 1763)
- 4 Responsoria de Venerabili (Lauda Sion) in Sib Magg, re min, La Magg, Mib Magg (1765/9)
- Stabat Mater in sol min (1770)
- Cantilena pro adventu "Herst Nachbä" in Re Magg (c/a 1769)
- Salve Regina in sol min (1771)
- Salve Regina in Mib Magg (ante 1773)
- Cantilena pro adventu "Ein' Magd, ein' Dienerin" in Sol Magg (c/a 1775)
- Aria de adventu "Mutter Gottes mir erlaube" in La Magg (c/a 1775)
- Sei salmi inglesi (1794/1795)
- Te Deum in Do Magg (Hob. XXIIc:2 1798/1800)

##### Oratori
- Il Ritorno di Tobia, oratorio in 2 parti su testo italiano di Gian Gastone Boccherini (1775, rev.: 1784)
- Le sette ultime parole del nostro Redentore in croce (Die sieben letzten Worte unseres Erlösers am Kreuze, 1796), rielaborazione per soli, coro e orchestra della citata "Musica instrumentale sopra le 7 ultime parole del nostro Redentore in croce" del 1786. Il testo venne composto da Joseph Friebert e revisionato dal Barone Gottfried van Swieten.
- La Creazione (Die Schöpfung, 1798), oratorio per soli, coro e orchestra, su testo tedesco del Barone Gottfried van Swieten, liberamente tratto dal Paradiso perduto di John Milton).
- Le stagioni (Die Jahreszeiten, 1801), oratorio per soli, coro e orchestra su testo tedesco del Barone Gottfried van Swieten, da The Seasons di James Thomson.

##### Opere
- Il diavolo zoppo (Der krumme Teufel, 1753) - perduta
- Acide e Galatea (1763)
- La canterina (1766)
- Lo speziale (1768)
- Le pescatrici (1770)
- L'infedeltà delusa (1773)
- L'incontro improvviso (1775)
- Philemon und Baucis (1776)
- Il mondo della luna (1777)
- La vera costanza (1779)
- L'isola disabitata (1779)
- La fedeltà premiata (1781)
- Orlando Paladino (1782)
- Armida (1784)
- Laurette (1791)
- L'anima del filosofo, ossia Orfeo ed Euridice (1791)

### Strumenti
Un “Anton Walter in Wien”, fortepiano usato dal compositore, è ora esposto nella Casa di Haydn a Eisenstadt. Nel 1788, a Vienna, Haydn comprò un fortepiano da Wenzel Schantz. Quando il compositore fu per la prima volta in visita a Londra, il costruttore di pianoforti inglese John Broadwood gli fornì un pianoforte a coda.

## Registrazioni su strumenti d'epoca
- Alan Curtis. Joseph Haydn. Keyboard Sonatas. Fortepiani 1796 Walter, 1790 Schantz
- Ronald Brautigam with Concerto Copenaghen under Lars Ulrik Mortensen. Joseph Haydn Concertos. Fortepiano Walter (Paul McNulty)
- Robert Levin with Vera Beths and Anner Bylsma. Joseph Haydn. The Last 4 Piano Trios: H 15 no 27-30. Fortepiano Walter (Paul McNulty)
- Andreas Staier. Joseph Haydn. Sonatas and Variations. Fortepiano Walter (Christopher Clarke)
- Jos van Immerseel. Wolfgang Amadeus Mozart, Joseph Haydn. Fortepiano Sonatas. Fortepiano Walter (Christopher Clarke)